# Deep Roy
Mohinder Purba, más conocido como Deep Roy o Gurdeep Roy (Nairobi, 1 de diciembre de 1957), es un actor, doble de riesgo y titiritero británico de ascendencia india.

## Primeros años
Deep Roy nació con el nombre de Mohinder Purba en Nairobi, Kenia el 26 de enero de 1949. Su estatura es de tan sólo 1,32 m. Se mudó a Londres junto a su familia cuando era niño.

## Carrera
Debido a su baja estatura y de un particular uso del pastiche y elementos literarios dio vida a personajes con un aura mágica y excéntrica. Roy ha interpretado una variedad de papeles inusuales a lo largo de toda su carrera como actor. Su debut profesional fue en 1976, en un capítulo de la serie británica The New Avengers titulado «Target!», interpretando a un personaje llamado "Klokoe". Más tarde, ese mismo año, haría su debut en el cine, en La Pantera Rosa ataca de nuevo, haciendo de asesino italiano. Ha encarnado simios en dos películas: Greystoke, la leyenda de Tarzán, el rey de los monos en 1984 y en el remake El planeta de los simios (dos papeles: uno como un joven gorila y otro como la sobrina de Thade, el villano de la película). En 1984 tuvo un pequeño papel en La historia interminable como "Teeny Weeny". 
Su papel más notable es el de los Oompa Loompa en la adaptación de Charlie y la fábrica de chocolate (2005) de Tim Burton. Para dicha película, Roy realizó un extenso entrenamiento de baile, yoga, e incluso la ejecución de algunos instrumentos. Ha trabajado frecuentemente con el director Tim Burton, interpretando personajes en El planeta de los simios, Big Fish, Charlie y la fábrica de chocolate y Corpse Bride.

## Filmografía
| Cine | Cine                                                 | Cine                                     | Cine                     |
| Año  | Película                                             | Papel                                    | Notas                    |
| ---- | ---------------------------------------------------- | ---------------------------------------- | ------------------------ |
| 1976 | The Pink Panther Strikes Again                       | Asesino italiano                         |                          |
| 1979 | Licensed to Love and Kill                            | Enano                                    |                          |
| 1979 | Die Brut des Bösen                                   | Van Bullock                              |                          |
| 1980 | Flash Gordon                                         | Fellini                                  |                          |
| 1980 | El Imperio contraataca                               | Yoda                                     |                          |
| 1982 | The Sender                                           |                                          |                          |
| 1982 | The Dark Crystal                                     | Actor adicional                          |                          |
| 1983 | Star Wars: Episode VI - Return of the Jedi           | Droopy McCool                            | sin acreditar            |
| 1984 | Greystoke, la leyenda de Tarzán, el rey de los monos | Primates                                 |                          |
| 1984 | La historia interminable                             | Teeny Weeny                              |                          |
| 1985 | Return to Oz                                         | Hombre de Hojalata                       |                          |
| 1985 | Starship                                             | Grid' not 'Kid                           |                          |
| 1986 | Weekend Warriors                                     | Little Girl                              | sin acreditar            |
| 1987 | Going Bananas                                        | Bonzo                                    |                          |
| 1988 | Alien from L.A.                                      | Mambino                                  |                          |
| 1989 | Rising Storm                                         | Joker Arroyo                             |                          |
| 1989 | Lethal Woman                                         | Grizabella                               |                          |
| 1990 | Disturbed                                            | Marty                                    |                          |
| 1990 | X-Files                                              | Sadhi                                    |                          |
| 1991 | Howling VI: The Freaks                               | Toones                                   |                          |
| 1992 | The Resurrected                                      | Main Monster                             |                          |
| 1993 | Freaked                                              | George Ramírez n.º 3                     |                          |
| 1994 | Dickwad                                              | Little Telephone Bully                   |                          |
| 1995 | Under the Hula Moon                                  | conductor de autobús                     |                          |
| 1998 | Mafia!                                               | Small Hitman                             | sin acreditar            |
| 2000 | How the Grinch Stole Christmas                       | empleado en la oficina de correos        |                          |
| 2001 | Planet of the Apes                                   | niño gorila, y sobrina del villano Thade |                          |
| 2003 | The Haunted Mansion                                  | fantasma que hace autostop               |                          |
| 2003 | Big Fish                                             | Mr. Soggybottom                          |                          |
| 2004 | Surviving Eden                                       | Indian Mo                                |                          |
| 2005 | Charlie y la fábrica de chocolate                    | Oompa-Loompas                            |                          |
| 2005 | Corpse Bride                                         | General Bonesapart                       | voz                      |
| 2009 | Star Trek                                            | Keenser                                  |                          |
| 2009 | Transformers: la venganza de los caídos              | Guardia egipcio                          |                          |
| 2009 | The Unborn                                           | Doble de riesgo                          | Doble de Atticus Shaffer |
| 2012 | Zambezia                                             | Mushana                                  | Voz                      |
| 2012 | The Ballad of Sandeep                                | Sandeep Majumdar                         |                          |
| 2013 | Paranormal Movie                                     | Demon                                    |                          |
| 2013 | Star Trek: en la oscuridad                           | Keenser                                  |                          |
| 2014 | Mantervention                                        | Massage Parlor Owner                     |                          |
| 2016 | Star Trek Beyond                                     | Keenser                                  |                          |

| Televisión | Televisión                       | Televisión                   | Televisión              |
| Año        | Título                           | Papel                        | Notas                   |
| ---------- | -------------------------------- | ---------------------------- | ----------------------- |
| 1976       | The New Avengers                 | Klokoe                       | Episodio: Target!       |
| 1978       | Benji's Very Own Christmas Story | Key Elf                      | sin acreditar telefilme |
| 1977–1986  | Doctor Who                       | Mr. Sin Possican Delegate    | 7 episodios             |
| 1978–1980  | Blake's 7                        | Décima The Klute Moloch Link | 4 episodios             |
| 1989       | Desperado: The Outlaw Wars       |                              | sin acreditar           |
| 2001       | The X-Files                      | Mendigo                      | episodio: Badlaa        |
| 2010       | Eastbound & Down                 | Aaron                        |                         |